# Antonio Podestá
Antonio Domingo Podestá Torterolo (Montevideo, 4 de agosto de 1868 - Buenos Aires, 17 de noviembre de 1945) fue un actor uruguayo de cine y teatro que tuvo un largo desempeño en Argentina. 

## Trayectoria profesional
Fue el séptimo hijo de Pedro Podestá y María Teresa Torterolo. Pertenecía a una familia de actores, era hermano de Jerónimo, Pablo y José Podestá. Desde chico practicó acrobacia, era pianista y compuso varios tangos. Debutó en un circo en 1873, antes de cumplir 5 años, donde ya trabajan sus hermanos mayores Jerónimo y Pepe, como volatinero –se subía en hombros de los mayores-. En 1876, a los 8 años, actuó en el Circo Arena, que había sido creado por sus hermanos, donde bailaba el fricasé, la tarantela y el cancán.
A los doce años era trapecista y partenaire cómico del maestro de ceremonias. En 1884 actuó en Buenos Aires en la representación de la pantomima Juan Moreira de Eduardo Gutiérrez y en 1886 lo hace en la versión hablada, si bien en un papel secundario.
Con Rosita Robba viajó en 1889 a Estados Unidos y trabajaron en el circo Barnum, uno de los más importantes del mundo -Antonio como director de pista y Rosita como ecuyere- y viajaron a Europa.
En 1889 se casó con Rosita Robba, conocida como Rosita de La Plata, la ecuyere más importante de su época, que lo dejó para unirse a Frank Brown. 
En 1893 regresó a Argentina y se reintegró a la compañía Podestá, que al año siguiente estrenó la obra Fausto criollo, que musicalizó Antonio. Mientras todavía se desarrollaba la transición entre el circo y el teatro los Podestá estrenaron Calandria, una obra de Martiniano Leguizamón, presentado en un teatro –no en un picadero de circo- por exigencia del autor; éste había escrito la obra pensando en los Podestá para representarla, incluido Antonio a quien le asignó el papel del Capitán Saldaña, un personaje que debía entrar a caballo al escenario.
En 1898 Antonio Podestá puso música a la obra Moreira en ópera, en 1900 hizo la letra y la música de la ópera Por María, que incluía el pericón del mismo nombre de gran trascendencia posterior, al punto que la obra se conoció como Pericón por María y contribuyó notablemente a la difusión de la danza.
En 1901 se separan los Podestá y Antonio se queda con Pepe; debutaron con la nueva integración con El payador, una zarzuela cuya música compuso y luego siguieron con la representación de otras varias obras cuya música también compuso. La compañía estaba dirigida por Ezequiel Soria y Antonio fue elogiado por la crítica por su labor en La piedra del escándalo de Martín Coronado.
En 1908 fue la última temporada que hicieron en el Teatro Apolo. En 1911 se reúnen de nuevo Pepe y Pablo Podestá, y Antonio va con ellos. El 30 de marzo de 1918 Pepe y Antonio estrenaron en el Teatro Politeama la obra La chacra de don Lorenzo de Martín Coronado que luego mantuvieron en su repertorio, y en 1930 presentaron la obra Huellas Escénicas en La Pampa.
Antonio Podestá, que estaba casado con la actriz Lea Conti, con la que tiene su única hija, falleció el 17 de noviembre de 1945.

## Filmografía
Actor
- El cantor de Buenos Aires (1940)
- Juan Moreira (1936)
- Tararira (la bohemia de hoy) (1936)
- Ídolos de la radio (1934)

Editor musical
- La beata (1909)
- Abajo la careta (1904)